# Doctors (televíziós sorozat)
A Doctors (hangul: 닥터스, Takthoszu, RR: Dakteoseu) egy 2016-ban bemutatott dél-koreai televíziós sorozat, melyet az SBS csatorna vetít Kim Nevon (Kim Rae-won) és Pak Sinhje (Park Shin-hye) főszereplésével.

## Szereplők
- Pak Sinhje (박신혜, Park Shin-hye): Ju Hjedzsong (유혜정, Yoo Hye-jeong)
- Kim Nevon (김래원, Kim Rae-won): Hong Dzsihong (홍지홍, Hong Ji-hong)
- Jun Gjunszang (윤균상, Yoon Gyun-sang): Csong Jundo (정윤도, Jeong Yun-do)
- I Szonggjong (이성경, Lee Sung-kyung): Csin Szou (진서우, Jin Seo-woo)